# Leschères
Leschères é uma comuna francesa na região administrativa de Borgonha-Franco-Condado, no departamento de Jura. Estende-se por uma área de 8,28 km². Em 2010 a comuna tinha 212 habitantes (densidade: 25,6 hab./km²).